# Jakob Gruchmann

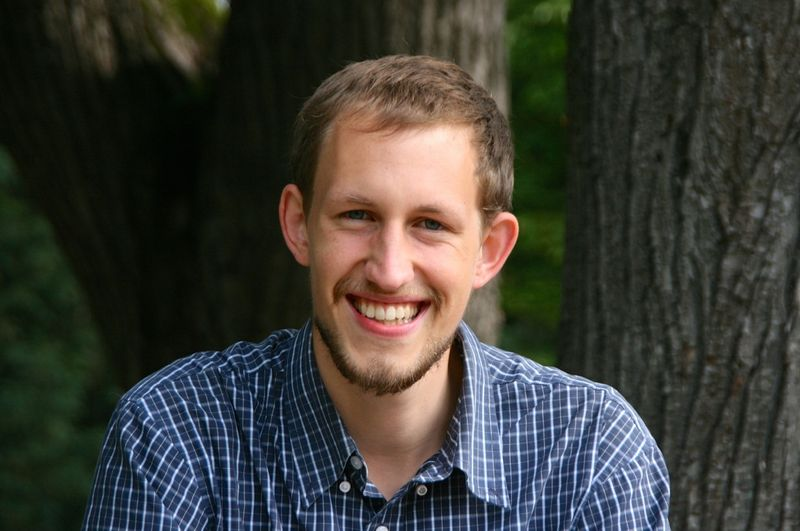
Jakob Gruchmann, 2014

Jakob Gruchmann (* 23. September 1991 in Salzburg) ist ein österreichischer Komponist.

## Leben und Wirken
Gruchmann erhielt mit vier Jahren ersten Instrumentalunterricht, zunächst Akkordeon und später Horn. 2002 fand die erste öffentliche Aufführung einer seiner Kompositionen statt. Er erhielt im Jahr 2007 den 1. Preis beim Wettbewerb des Österreichischen Komponistenbundes. 2010 legte er die Matura ab und studierte anschließend bis 2016 an der Universität Mozarteum, wo er ein Leistungsstipendium erhielt, und das Studium mit Auszeichnung abschloss. Zusätzlich absolvierte er Meisterklassen und Seminare in Komposition, unter anderem bei Wolfgang Rihm, José Manuel López López, Georg Friedrich Haas, Helmut Lachenmann, Lucia Ronchetti und Kurt Schwertsik.
2013 war Gruchmann Composer in Residence beim PalmKlang Festival, wo die Uraufführung seiner Komposition „ConCertare“ mit dem Solisten Matthias Schorn stattfand. Ebenfalls 2013 erhielt er den Kompositionspreis des Concorso Corale Internazionale „Musica Sacra a Roma“ und studierte bei Gerd Kühr in Graz.
An der Karl-Franzens-Universität war er 2014 Mitarbeiter am Zentrum für Systematische Musikwissenschaft. Im selben Jahr wurde er Professor für Komposition und Musiktheorie am Kärntner Landeskonservatorium und begann gemeinsam mit Rafael Fingerlos mit der Vertonung der Lyrik von Georg Trakl. Im Jahr 2015 war er Composer in Residence beim 52. Internationalen Chorwettbewerb auf Schloss Porcia. und 2016 Komponist beim Kulturvermittlungsprojekt konfrontationen 6 beim ORFmusikprotokoll im Steirischen Herbst.
Neben seiner Professur in Kärnten unterrichtet Gruchmann außerdem als Lehrbeauftragter an der Pädagogischen Hochschule Kärnten, ist Gastdozent für Musiktheorie an der Chorakademie Kärnten und hält Meisterkurse ab. Er ist außerdem Jurymitglied bei Wettbewerben wie Prima la musica, Artedea Arena und dem Salzburger Wertungssingen. 2017 wirkte er als Komponist und Improvisationskünstler im Film „GrazKunst ist…“ von Felix Breisach mit.
Gruchmann schrieb Auftragswerke für unter anderem die Bayerische Landesausstellung, International Menuhin Music Academy, Chorverband Österreich, Erzdiözese Salzburg, Radio Salzburg, Salzburger Landestheater, Stift Admont und Christoph Sietzen.
Bis 2019 schrieb er etwa 300 Werke für die unterschiedlichsten Besetzungen (Kammermusik, Solokonzerte, Orchester- und Bläsermusik, Chorwerke, Elektronische Musik). In seinen Kompositionen arbeitet er oft mit Strukturen der Natur. Er komponierte auch geistliche Musik, darunter ein Oratorium, eine Passion sowie einige Psalmvertonungen.
Gruchmann lebt und arbeitet in Klagenfurt und Salzburg.

## Uraufführungen seiner Werke (Auswahl)
Gruchmanns Werke wurden in zahlreichen Städten und bei Musikfestivals aufgeführt, zum Beispiel in Basel, Beirut, Brüssel, Dakar, Hamburg, London, Mailand, München, Riga, Rom, Wien, Innsbruck, Passau und San Jose.
- 2007: Hexentanz am Untersberg für Sinfonisches Blasorchester, Konzerthaus Wien[4]
- 2009: Heureka mit dem Landesjugendorchester
- 2010: Himmelsbilder für Sopran, Streichorchester, Schlagwerk und Orgel, Thalgau[4]
- 2010: Concertino für Horn und Streicher, Hallstatt[4]
- 2012: Windwanderer für Kammerensemble, mit dem Ensemble „die reihe“ unter Oswald Sallaberger beim Aspekte Festival[4]
- 2013: ConCertare beim PalmKlang Festival (Solist Matthias Schorn)
- 2013: Zauberflötensonatine für Klavier, Salzburg[4]
- 2014: Grodek, Kriegstrauermusik für Bariton und Orchester, Salzburg
- 2014: O Adonai für gemischten Chor, Spittal an der Drau[4]
- 2015: Moses, A Path to Life, Oratorium für Soli, Chor und Orchester, im Großen Festspielhaus Salzburg[10][11]
- 2015: Gaudium et spes für gemischten Chor, Graz[4]
- 2016: Gefallen ist Babylon beim Internationalen Brucknerfest Linz[12]
- 2016: Klaviertrio Nr. 2 „Schneekammer“, für Violine, Violoncello und Klavier, Goldegg
- 2017: 1. Violinkonzert, Stiftung Mozarteum, Debüt als Orchesterdirigent mit der Solistin Elena Tanski[13]
- 2017: Auftragswerk der Stadt Graz
- 2018: Aufführung der Psalmen-Passion in Salzburg, Graz und Bibra[14]

## Auszeichnungen und Stipendien
- 2007: 1. Preis beim Komponistenwettbewerb "Jugend komponiert" des Österreichischen Komponistenbundes[15]
- 2012: Jahresstipendium des Landes Salzburg (2012)[4]
- 2012: Aspekte Salzburg, Sonderpreis[2]
- 2013: Kompositionspreis des Concorso Corale Internazionale "Musica Sacra a Roma"[4]
- 2013: Composer in Residence bei den Internationalen Musiktagen PalmKlang Festival mit Uraufführung von „ConCertare“ durch Matthias Schorn[4]
- 2. Preis beim Kompositionswettbewerb der Universität Mozarteum
- 2015: Composer in Residence beim 52. Internationalen Chorwettbewerb auf Schloss Porcia, Spittal an der Drau[4]